# Берченаф, Герберт
Ге́рберт Бе́рченаф (англ. Herbert Birchenough; 21 сентября 1874 — 28 февраля 1942) — английский футболист, вратарь. Провёл 167 матчей в Футбольной лиге Англии за клубы «Берзлем Порт Вейл», «Глоссоп» и «Манчестер Юнайтед».

## Футбольная карьера
Родился в Хаслингтоне, Чешир. Играл за непрофессиональные клубы «Хаслингтон», «Кру Хорнетс», «Нантуич», «Сандбач Сент-Мэрис» и «Одли». В октябре 1897 года перешёл в клуб Второго дивизиона Футбольной лиги «Берзлем Порт Вейл». 6 ноября дебютировал за клуб, сохранив свои ворота «сухими» в игре против «Илкестон Таун». Быстро стал игроком основного состава и помог команде выиграть Большой кубок Стаффордшира в 1898 году. В сезоне 1898/99 «Порт Вейл» перешёл из Футбольной лиги Мидленда во Второй дивизион Футбольной лиги. Благодаря «героической игре» Берченафа в воротах (в частности, в матче Кубка Англии против «Шеффилд Юнайтед») клуб смог пройти непростой период адаптации к более сильной лиге и не выбыть из её состава. В сезоне 1899/1900 он провёл за клуб 24 матча в лиге и чемпионате. В январе 1900 года был продан в «Глоссоп» за £250 («Порт Вейлу» требовались деньги).
Сезон 1899/1900 «Глоссоп» завершил на последнем месте Первого дивизиона и выбыл во Второй. В сезонах 1900/01 и 1901/02 клуб занимал во Втором дивизионе 5-е и 8-е места соответственно. Всего провёл за клуб 81 матч в лиге.
В октябре 1902 года перешёл в «Манчестер Юнайтед». Его дебют за клуб состоялся 25 октября 1902 года в матче Второго дивизиона против «Вулидж Арсенал». Провёл в клубе только один сезон, в течение которого сыграл 25 матчей в чемпионате и 5 — в Кубке Англии.
В мае 1903 года был продан в клуб «Кру Александра», выступавший в Лиге Бирмингема и окрестностей.

## Статистика выступлений
- Приведены данные только по клубам из Футбольной лиги

| Клуб              | Сезон     | Дивизион        | Лига | Лига | Кубок Англии | Кубок Англии | Итого | Итого |
| Клуб              | Сезон     | Дивизион        | Игры | Голы | Игры         | Голы         | Игры  | Голы  |
| ----------------- | --------- | --------------- | ---- | ---- | ------------ | ------------ | ----- | ----- |
| Берзлем Порт Вейл | 1898/99   | Второй дивизион | 33   | 0    | 3            | 0            | 36    | 0     |
| Берзлем Порт Вейл | 1899/1900 | Второй дивизион | 18   | 0    | 3            | 0            | 21    | 0     |
| Берзлем Порт Вейл | Итого     | Итого           | 51   | 0    | 6            | 0            | 57    | 0     |
| Глоссоп           | 1899/1900 | Первый дивизион | 13   | 0    | 0            | 0            | 13    | 0     |
| Глоссоп           | 1900/01   | Второй дивизион | 34   | 0    | 1            | 0            | 35    | 0     |
| Глоссоп           | 1901/02   | Второй дивизион | 33   | 0    | 2            | 0            | 35    | 0     |
| Глоссоп           | 1902/03   | Второй дивизион | 1    | 0    | 0            | 0            | 1     | 0     |
| Глоссоп           | Итого     | Итого           | 81   | 0    | 3            | 0            | 84    | 0     |
| Манчестер Юнайтед | 1902/03   | Второй дивизион | 25   | 0    | 5            | 0            | 30    | 0     |

## Достижения
Берзлем Порт Вейл
- Обладатель Большого кубка Стаффордшира: 1898